# 오류왕길동
오류왕길동(梧柳旺吉洞)은 인천광역시 서구의 북부에 위치한 검단 지역의 오류동과 왕길동을 관할하는 행정동이다.

## 연혁
- 1995년 3월 1일 : 경기도 김포군 검단면이 인천광역시 서구로 편입되어 검단동으로 변경
- 2013년 9월 2일 : 검단5동이 검단1동에서 분동
- 2018년 7월 1일 : 검단5동을 오류왕길동으로 개칭

## 법정동
- 오류동(梧柳洞)
- 왕길동(旺吉洞)

## 교육
- 인천단봉초등학교(오류동)
- 인천오류중학교(2026년 예정)(오류동)
- 인천왕길초등학교(왕길동)

## 아파트
| 단지명                       | 건설사           | 시행사                      | 주소                     | 입주        | 비고 |
| ---------------------------- | ---------------- | --------------------------- | ------------------------ | ----------- | ---- |
| 오류 풍림아이원              | 풍림산업         | 프리마건설㈜                | 서구 봉화로 78           | 2011년 3월  |      |
| 검단1차 풍림아이원           | 풍림산업         | 프리마건설㈜                | 서구 봉수대로1440번길 4  | 2004년 10월 |      |
| 왕길역 금호어울림 에듀그린   | 금호산업         | ㈜우리자산신탁 ㈜에이치비씨 |                          |             |      |
| 드림파크 어울림 1단지        | 금호산업         | ㈜꿈을짓는사람들            | 서구 봉화로 18           | 2010년 12월 |      |
| 드림파크 어울림 2단지        | 금호산업         | ㈜꿈을짓는사람들            | 서구 오동로 40           | 2010년 12월 |      |
| 왕길역 로열파크시티 푸르지오 | 대우건설         | ㈜하나자산신탁 ㈜DK퍼스트   | 서구 검단로 380          | 2024년 9월  |      |
| 검단 e편한세상               | 대림산업         | 대림산업                    | 서구 검단로 446          | 2007년 6월  |      |
| 왕길 신명스카이뷰            | ㈜신명종합건설   | ㈜신명종합건설              | 서구 봉수대로1440번길 29 | 2004년 12월 |      |
| 검단오류역 우방아이유쉘      | 에스엠우방산업㈜ | 에스엠우방산업㈜            | 서구 대촌로 26           | 2021년 4월  |      |
| 검단자이 1단지               | ㈜지에스건설     | ㈜세계건설                  | 서구 버들로 27           | 2010년 12월 |      |
| 검단자이 2단지               | ㈜지에스건설     | ㈜세계건설                  | 서구 오동로 32           | 2010년 12월 |      |